# Indische Cricket-Nationalmannschaft in Sri Lanka in der Saison 1993
Die Tour des indischen Cricket-Nationalmannschaft nach Sri Lanka in der Saison 1993 fand vom 17. Juli bis zum 14. August 1993 statt. Die internationale Cricket-Tour war Teil der internationalen Cricket-Saison 1993 und umfasste drei Test Matches und drei ODIs. Indien gewann die Test-Serie 1–0, während Sri Lanka die ODI-Serie 2–1 gewann.

## Vorgeschichte
Für beide Mannschaften war es die erste Tour der Saison. Beide Mannschaften trafen sich vorher bei dem Cricket World Cup in Australien und Neuseeland. Das letzte Aufeinandertreffen beider Mannschaften bei einer Tour fand in der Saison 1990/91 in Indien statt.

## Stadien
Die folgenden Stadien wurden für die Tour als Austragungsort vorgesehen.
| Stadion                                 | Stadt    | Kapazität | Spiele      |
| --------------------------------------- | -------- | --------- | ----------- |
| Khettarama Stadium (K)                  | Colombo  | 35.000    | 1. & 2. ODI |
| Paikiasothy Saravanamuttu Stadium (PPS) | Colombo  | 15.000    | 3. Test     |
| Sinhalese Sports Club Ground (SSC)      | Colombo  | 10.000    | 2. Test     |
| Asgiriya Stadium                        | Kandy    | 10.300    | 1. Test     |
| Tyronne Fernando Stadium                | Moratuwa | 16.000    | 3. ODI      |

## Test Matches

### Erster Test in Kandy
| 17. – 22. Juli Scorecard | Kandy | Sri Lanka 24-3 (12) | – | Indien |
|                          |       | Remis               |   |        |

### Zweiter Test in Colombo
| 27. Juli – 1. August Scorecard | Colombo (SSC) | Indien 366 (107.1) & 359-4d (118) | – | Sri Lanka 254 (77.5) & 236 (121.1) |
|                                |               | Indien gewinnt mit 235 Runs       |   |                                    |

### Dritter Test in Colombo
| 4. – 9. August Scorecard | Colombo (PPS) | Sri Lanka 351 (142.1) & 352-6 (153.2) | – | Indien 446 (151.1) |
|                          |               | Remis                                 |   |                    |

## One-Day Internationals

### Erstes ODI in Colombo
| 25. Juli Scorecard | Colombo (K) | Indien 212-8 (50)         | – | Sri Lanka 211 (49.2) |
|                    |             | Indien gewinnt mit 1 Runs |   |                      |

### Zweites ODI in Colombo
| 12. August Scorecard | Colombo (K) | Sri Lanka 204-7 (50)         | – | Indien 196 (49.2) |
|                      |             | Sri Lanka gewinnt mit 8 Runs |   |                   |

### Drittes ODI in Moratuwa
| 14. August Scorecard | Moratuwa | Indien 227-9 (50)               | – | Sri Lanka 231-6 (49.3) |
|                      |          | Sri Lanka gewinnt mit 4 Wickets |   |                        |